# 杏茸鸡油菌
杏茸鸡油菌（学名：Cantharellus anzutake）一种发现于日本和中华人民共和国浙江省舟山群岛的食用菌，隶属于鸡油菌科鸡油菌属，由日本学者于2017年描述发表。

## 形态特征
杏茸鸡油菌菌盖宽3～8厘米，呈浅黄或橙黄色，菌柄白黄至浅黄色，子实体高5～7厘米。